# 메트로라이너 (열차)
메트로라이너(영어: Metroliner)는 미국의 고속철도로 1969년에 도입되어 1980년대까지 뉴욕 ~ 워싱턴 D.C.간 최고 속도 190km 주행했다.

## 역사
1964년 하계 올림픽의 계기로 도카이도 신칸센이 개통해 성공을 거두게 되면서 미국에서 철도가 다시 평가 되었다. 그 일환으로 개발된 것이 메트로라이너로 당초 펜실베이니아 철도에 의해 도입이 계획 되었고 시운전까지 했으나 1968년에 펜실베이니아 철도와 뉴욕 센트럴 철도가 합병하여 펜 센트럴 철도가 발족하였다. 1969년에 최초로 운행을 하기 시작했으며 1971년에 암트랙의 설립과 동시에 이 노선을 인수했다. 1980년대에 차량 고장이 빈번 하면서 전철 열차가 퇴역이 되었고 이후 전기 기관차가 견인으로 대체되었다. 2000년에 아셀라 익스프레스의 등장으로 열차 운행이 감축 되었다가 2006년에 폐지 후 일부 차량은 전기 해제 및 정면을 경계색으로 도색과 동시에 개조 작업을 거치면서 현재는 노스이스트 코리더, 뉴헤이번 스프링필드 셔틀, 키스톤 서비스에 투입이 되었다.

## 사진

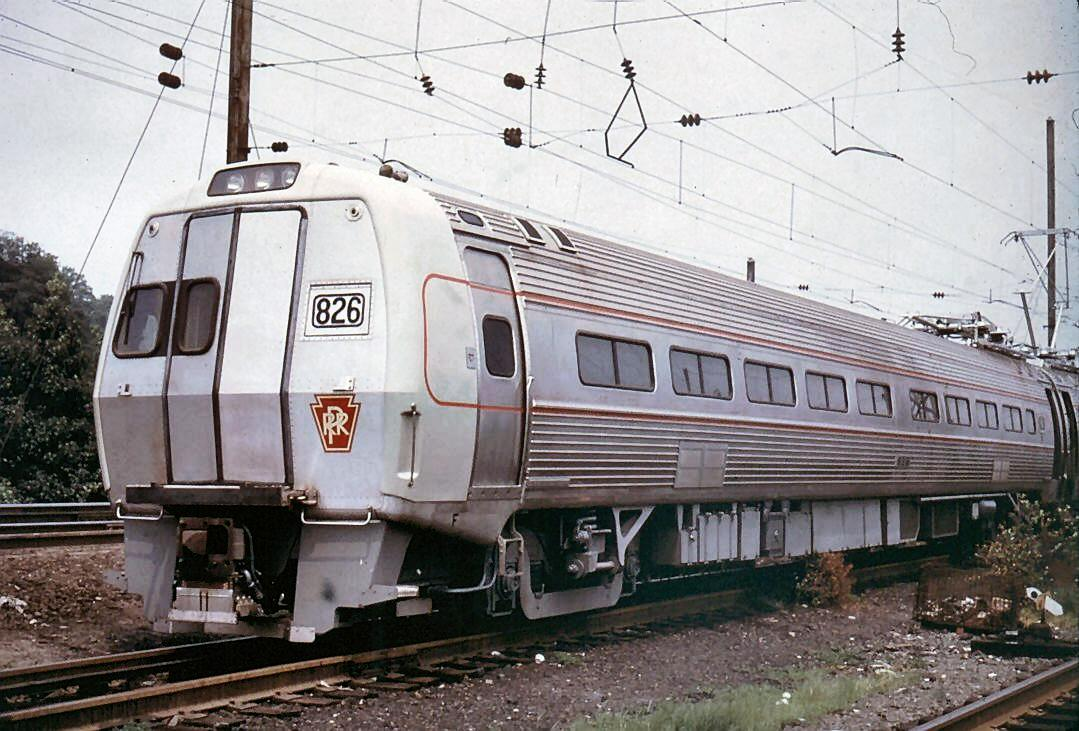